# 蒙彼利埃植物园

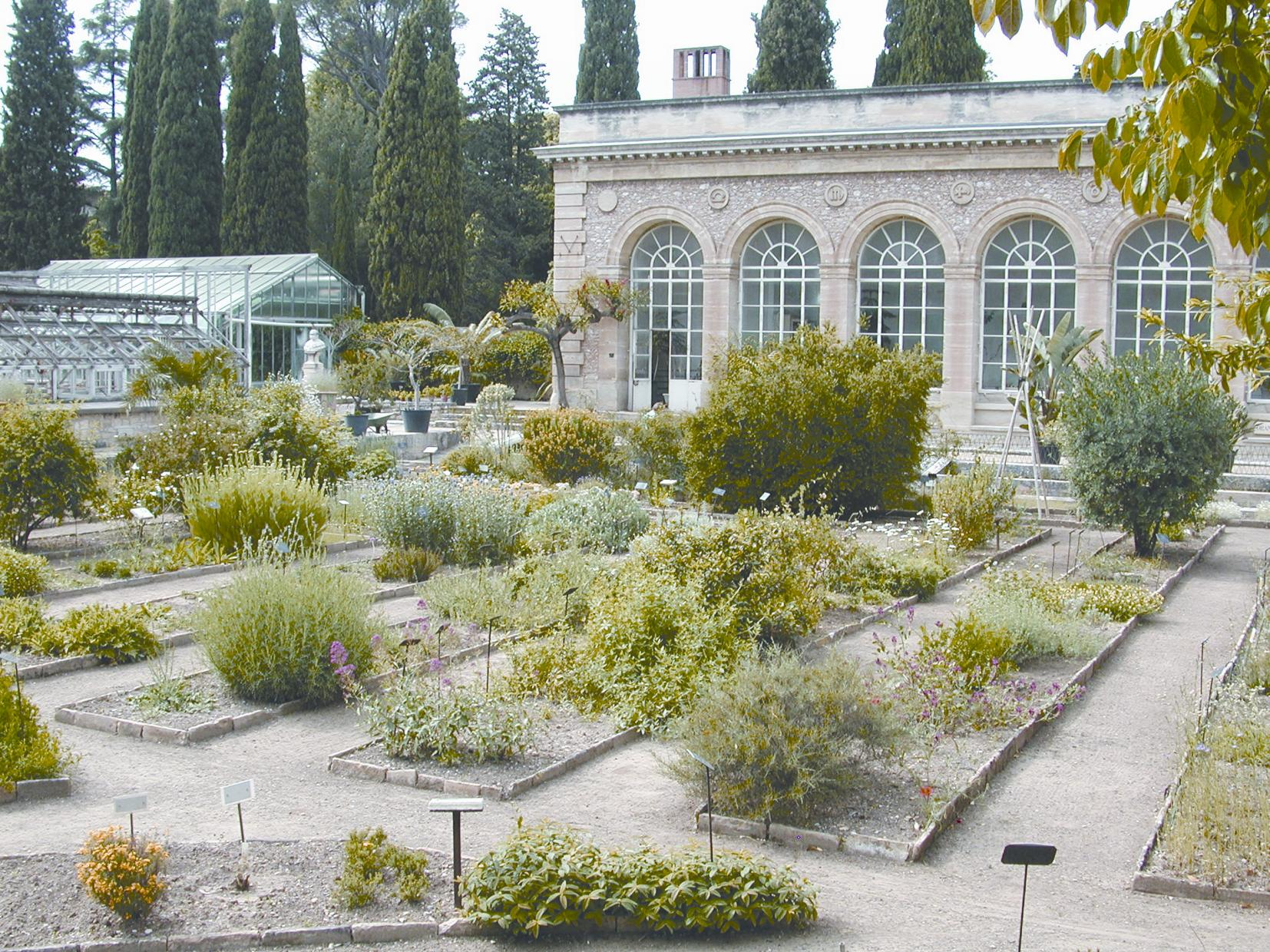

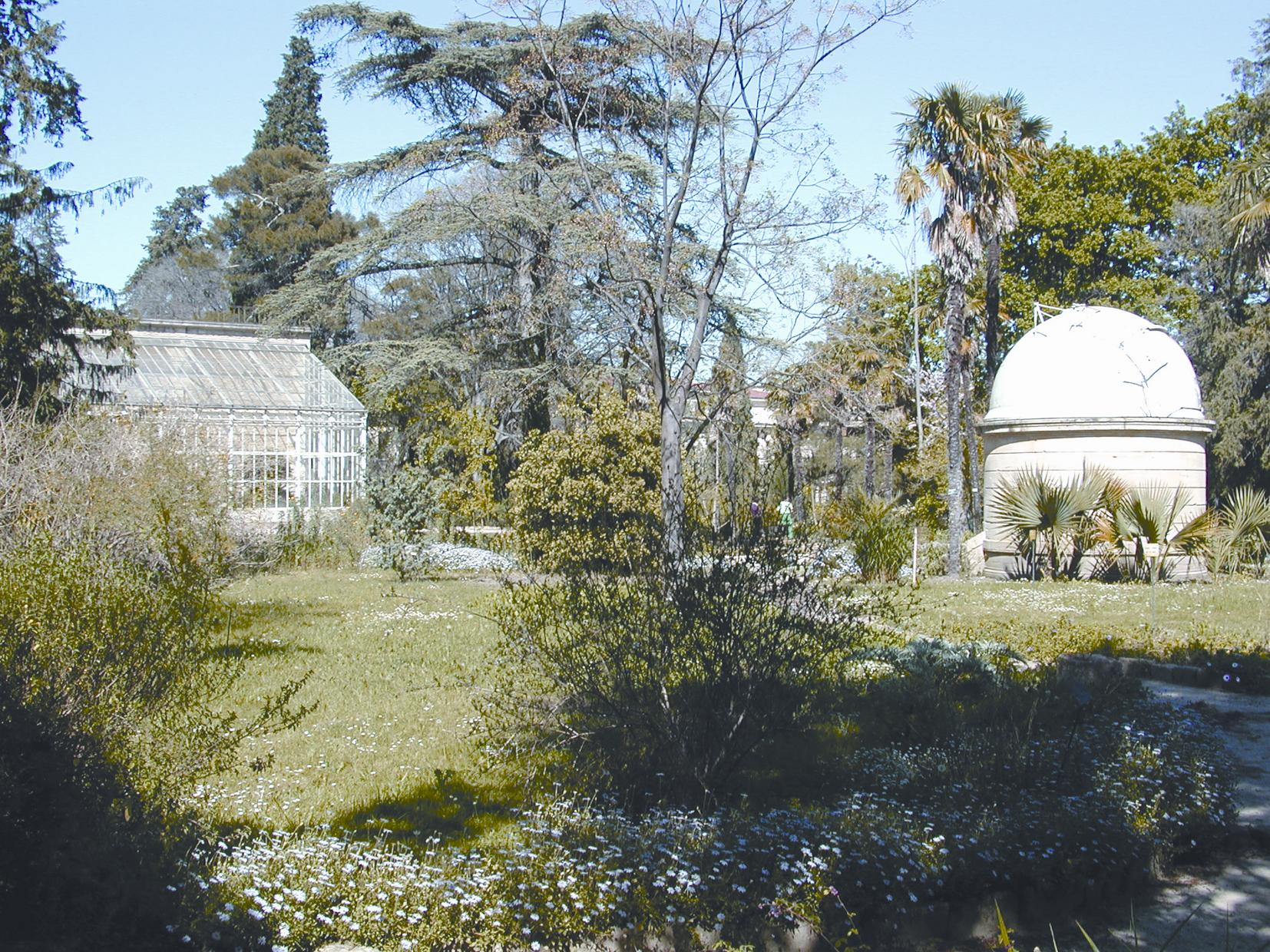

蒙彼利埃植物园（Jardin des plantes de Montpellier）是一个历史悠久的植物园，位于法国奥克西塔尼大区（原属朗格多克-鲁西永）埃罗省蒙彼利埃亨利四世大道（Boulevard Henri IV）。占地4.5公顷。它由蒙彼利埃大學维护，每天下午开放，周一除外；免费入场。
蒙彼利埃植物园由法国国王亨利四世批准成立于1593年，由植物学和解剖学教授皮埃尔·里歇尔·德·贝勒瓦领导。它是法国最古老的植物园，其灵感来自帕多瓦植物园（1545 年），也是巴黎植物園（1626年）的范本。
今天，花园里约有 2,680 个植物 物种，其中 500个原产于地中海地区。其中大约 2,000 种在户外种植，1,000 种在玻璃温室种植。 